# Tethys (měsíc)

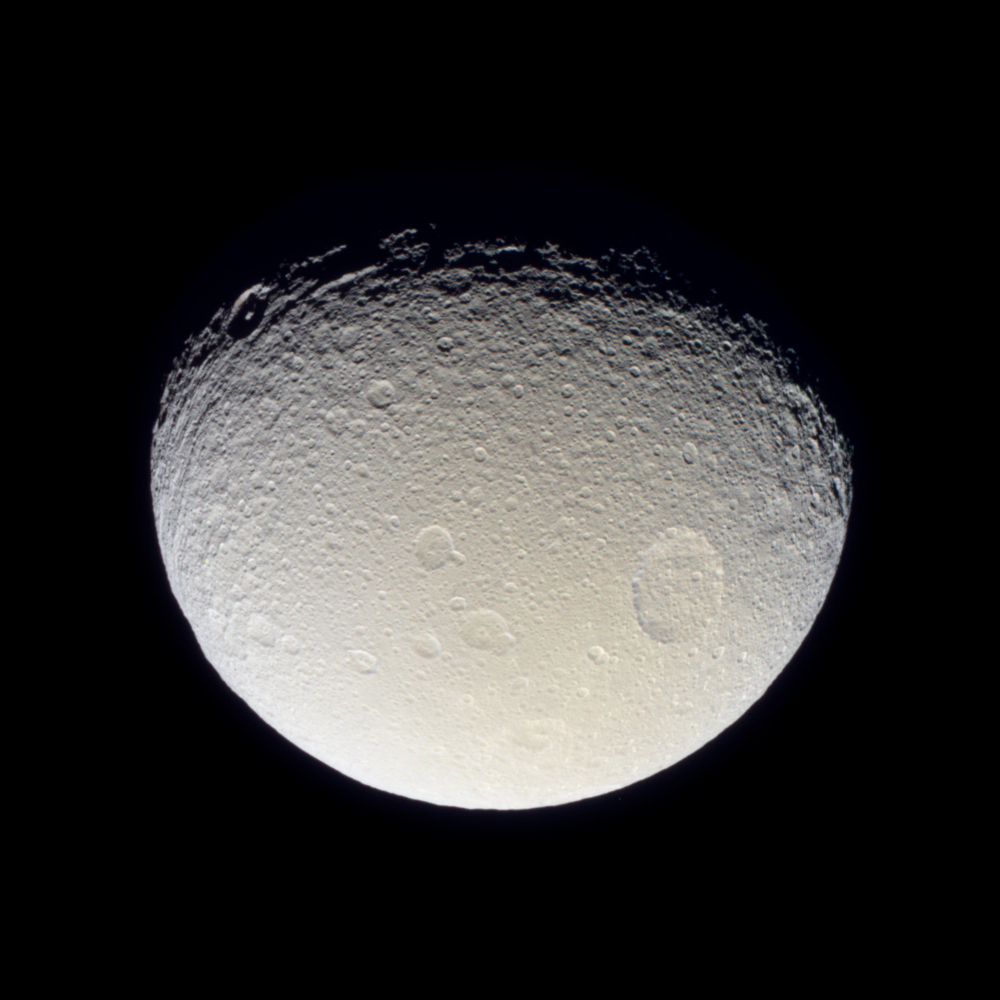
Měsíc Tethys zachycen na obrázku sondou Cassini (NASA)

Animace rotace měsíce Tethys

Tethys (též Saturn III) je měsíc planety Saturn. Od Saturnu je vzdálen 294 660 kilometrů. Jeho poloměr je 530 kilometrů. Hmotnost měsíce je 7,55×1020 kilogramů. Objevil jej roku 1684 italsko-francouzský astronom Giovanni Domenico Cassini. Jeden oběh kolem planety měsíci trvá 1,887802 dne. Doba rotace je stejná a je tedy 1,887802 dne. Kolem planety obíhá rychlostí 11,36 km/s. Průměrná teplota povrchu je okolo 73 K. Tethys je korbitální s měsíci Calypso obíhajícím kolem jejího libračního centra L5 a Telesto obíhajícím kolem jejího libračního centra L4.
Měsíc je pojmenován podle Titánky Téthys z řecké mytologie, dcery boha nebe Úrana a bohyně země Gaie. Podobně jako mnoho dalších oběžnic velkých planet je i Tethys „špinavou sněhovou koulí“, tzn. je složen převážně z vodního ledu a křemičitanů. Povrch je zhusta poset impaktními krátery, které se však jeví jako méně ostré – jakoby zde došlo někdy v minulosti k ohřání povrchu a částečnému roztání ledu.
Nejvýraznějším útvarem na povrchu měsíce je riftové údolí Ithaca Chasma, obrovský zlom, který se vine od jednoho pólu ke druhému. Má průměrnou šířku 100 km a hloubku 3 až 5 km. Existují dvě hypotézy ohledně vzniku tohoto zlomu.

## Tethys v kultuře
- V humoristickém sci-fi románu Nekonečno vítá ohleduplné řidiče dvojice britských autorů Roba Granta a Douga Naylora je Tethys cílem kosmické lodi Pax Vert, která na něj shodí svůj náklad - jaderný odpad. Na lodi cestuje mj. Petersen, spolupracovník Davida Listera.[3]